# ك. إليس مور
ك. إليس مور (بالإنجليزية: C. Ellis Moore)‏ هو محامي وسياسي أمريكي، ولد في 3 يناير 1884 في الولايات المتحدة، وتوفي في 2 أبريل 1941 في كامبردج في الولايات المتحدة. حزبياً، نشط في الحزب الجمهوري. وقد انتخب عضو مجلس النواب الأمريكي.